# Panzerfaust 3
Panzerfaust 3 — германский ручной противотанковый гранатомёт, разработанный в 1978 году немецкой компанией Dynamit Nobel AG.
Состоит из блока управления огнём и одноразового пускового устройства. В свою очередь блок управления огнём имеет в своём составе складные рукоятки, ударно-спусковой и предохранительный механизмы, складной плечевой упор и оптический прицел. Существует модернизированная версия блока управления огнём, оснащённая баллистическим компьютером, оптическим прицелом, лазерным дальномером. Гранатомёт может вести огонь реактивными гранатами с кумулятивной или тандемной кумулятивной боевой частью.

## Варианты и модификации
- Panzerfaust 3 (Pzf 3)
- Panzerfaust 3T (Pzf 3T)

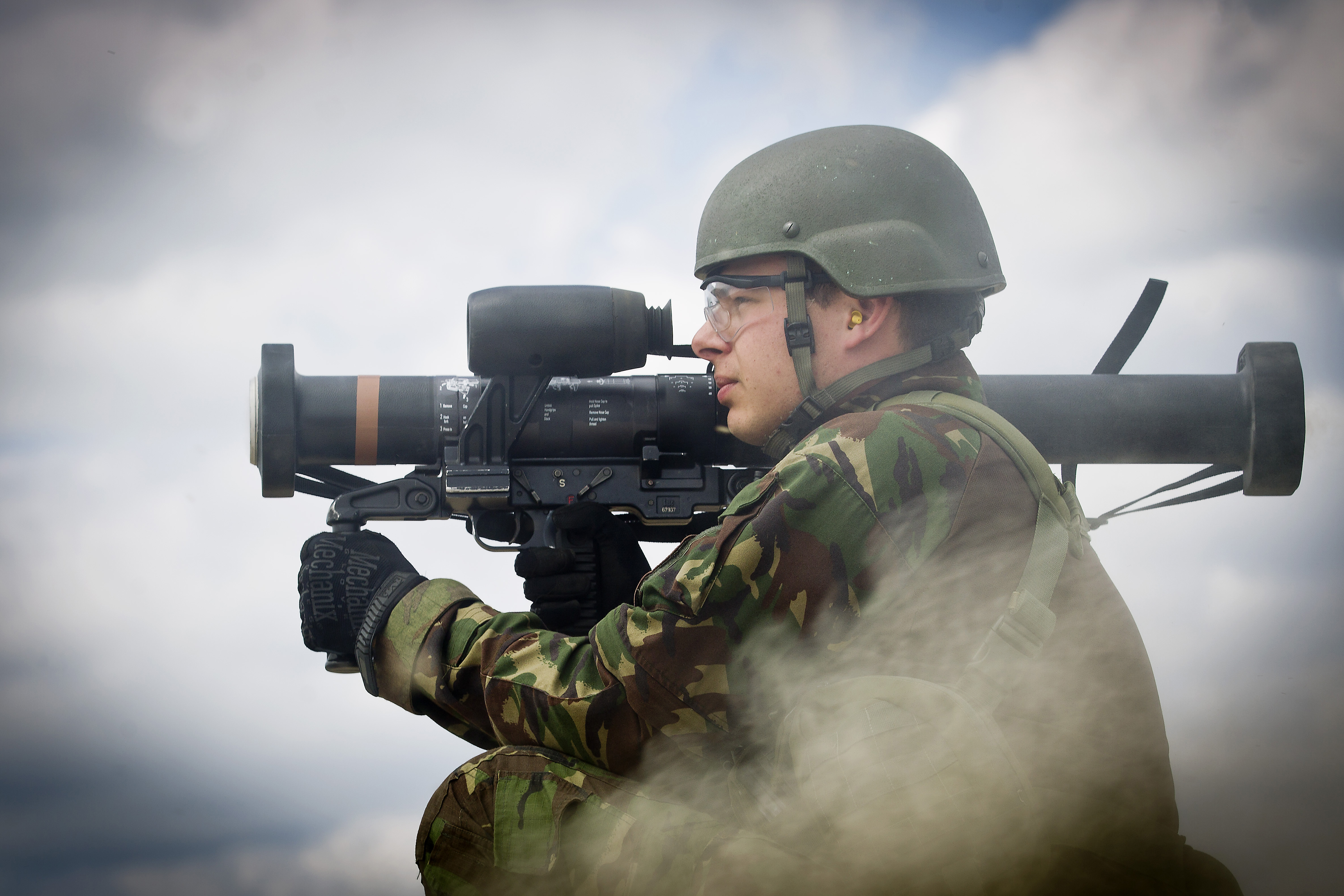
Немецкий солдат с Panzerfaust 3

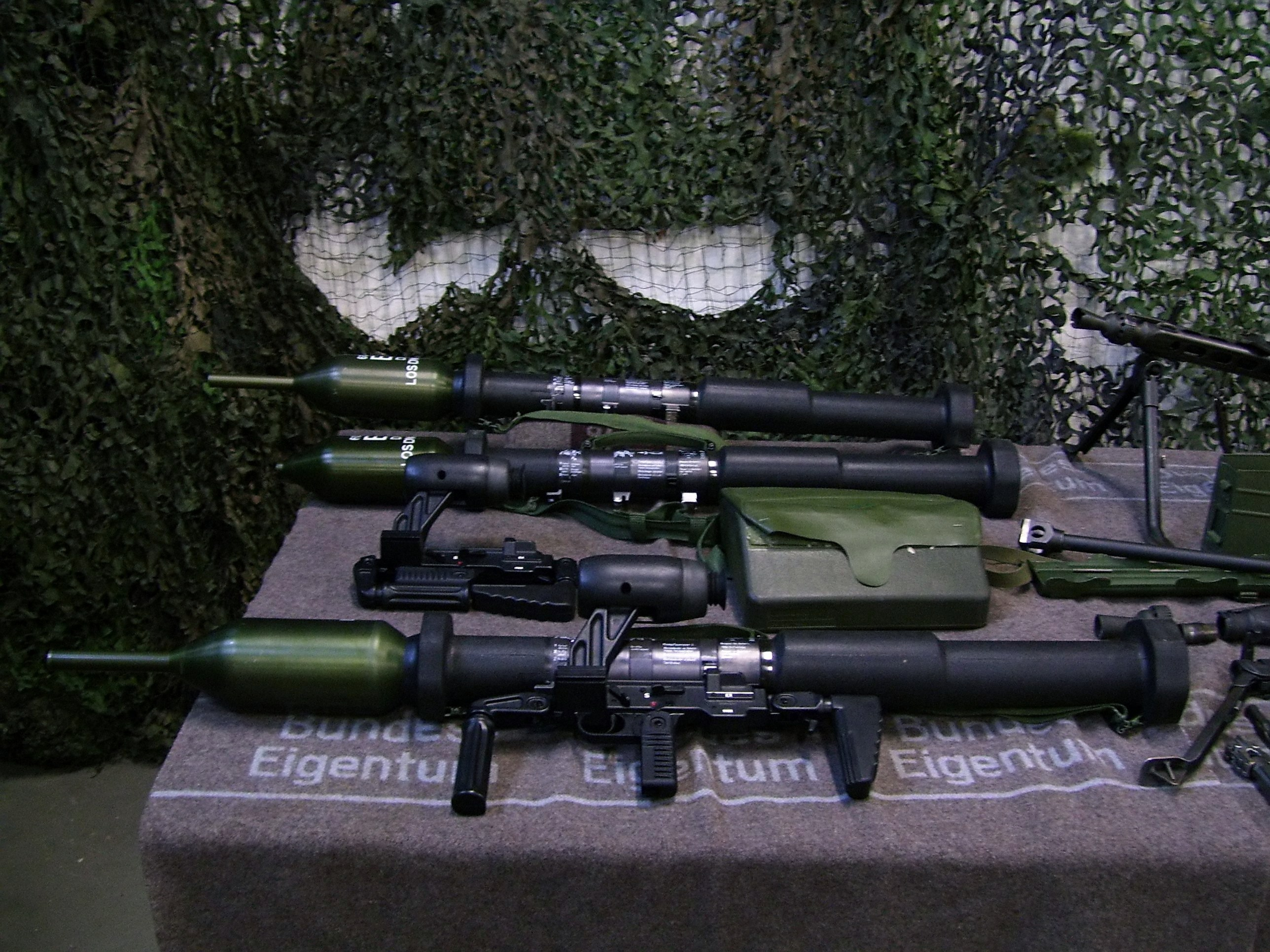
Различные модели PzF3, стоящие на вооружении немецкой военной полиции

- Panzerfaust 3-IT-600 — модификация с увеличенной до 600 м дальностью прицельной стрельбы;
- Panzerfaust 3 «Bunkerfaust»

## ТТХ

### PzF 3
Противотанковый вариант с кумулятивной боевой частью
- Калибр:
  - Пусковая установка:  60 мм
  - боеголовка: 110 мм
- Масса:
  - боеготовое оружие:  15.2 кг
  - боеголовка:  3.9 кг
- Начальная скорость: 160.0 м/сек
- Максимальная скорость: 243.0 м/сек
- Прицел: оптический
- Максимальная эффективная дальность:
  - Стационарные цели:  400 м
  - Движущиеся цели:  300 м
- Минимальная дальность:  20 м
- Пробиваемость:
  - Катаная гомогенная броня :  700 мм
  - Бетон : 1600 мм

### PzF 3-IT
Усовершенствованный противотанковый вариант с тандемной кумулятивной боевой частью (предназначена для пробития реактивной брони).
- Пробиваемость: 900 мм

## Эксплуатанты

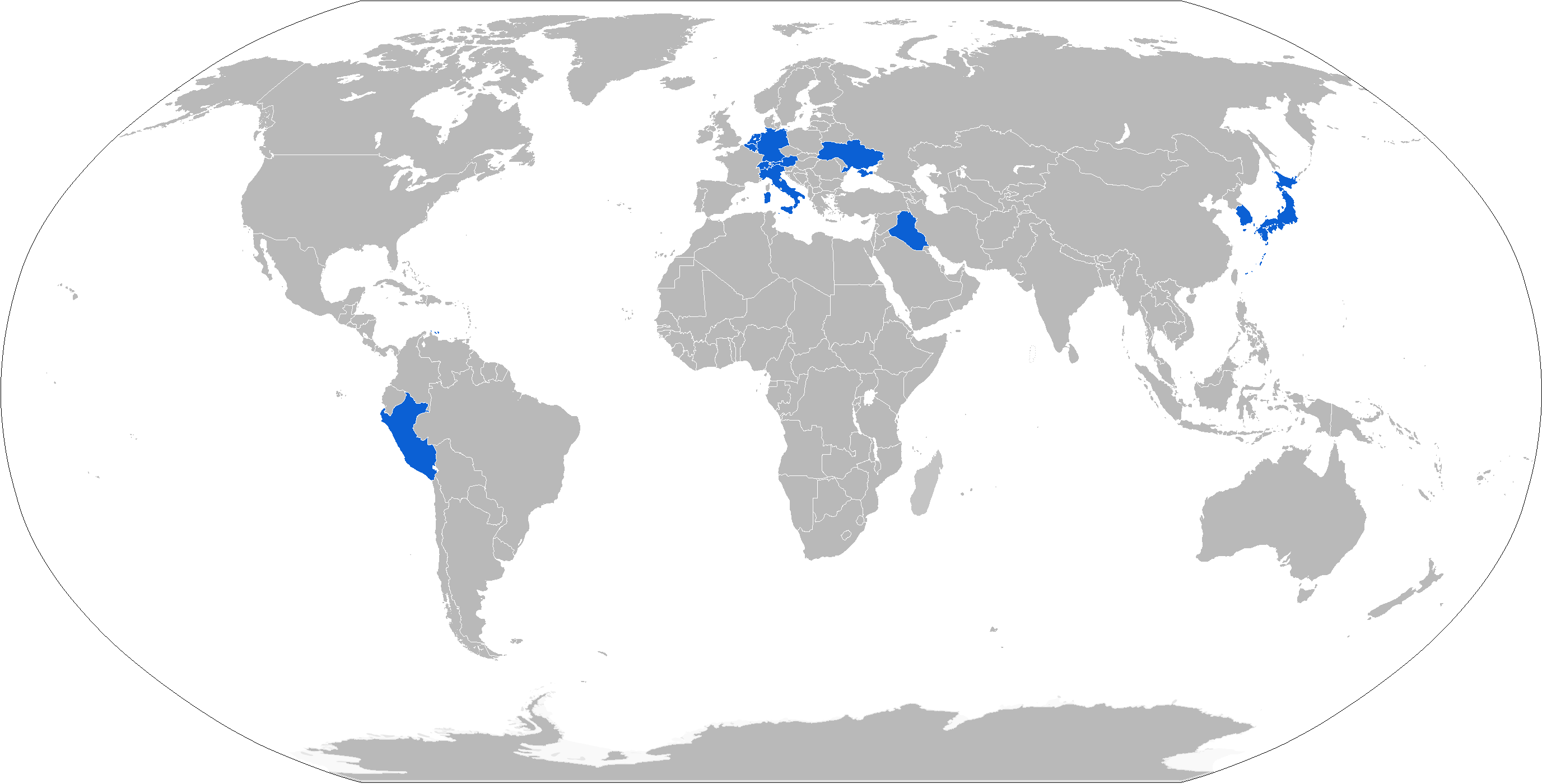
Эксплуатанты Panzerfaust 3, по состоянию на 2022 год

- Австрия
- Бельгия
- Германия
- Италия
- Украина[1]
- Нидерланды
- Республика Корея
- Швейцария
- Япония[2]